# 伝達問題
伝達問題（でんたつもんだい、transmission problem）とは電磁波導波路の場合、導波路の形状や内部の媒質が一様でない領域(不連続領域)が存在するときに、その不連続部の応答、すなわち反射や透過の特性を求める問題である。
不連続問題(discontinuity problem)、散乱問題(scattering problem)と呼ばれることもある。
伝達問題では不連続領域に接続される入出力一様導波路が必要である。この一様導波路の評価方法はいぐつか存在するが、最初に開発されたのは固有モード展開を用いる方法である。その後、完全整合層(PML)を用いた方法が開発された。
なお、一様導波路や共振器などの入力のない問題は固有値問題(eigenvalue problem)とよばれる。

## 周波数領域の伝達問題
周波数領域(frequency domain)の伝達問題では１つの周波数に対して解く。それを繰り返すことで必要な周波数帯域の反射・透過特性を求める。

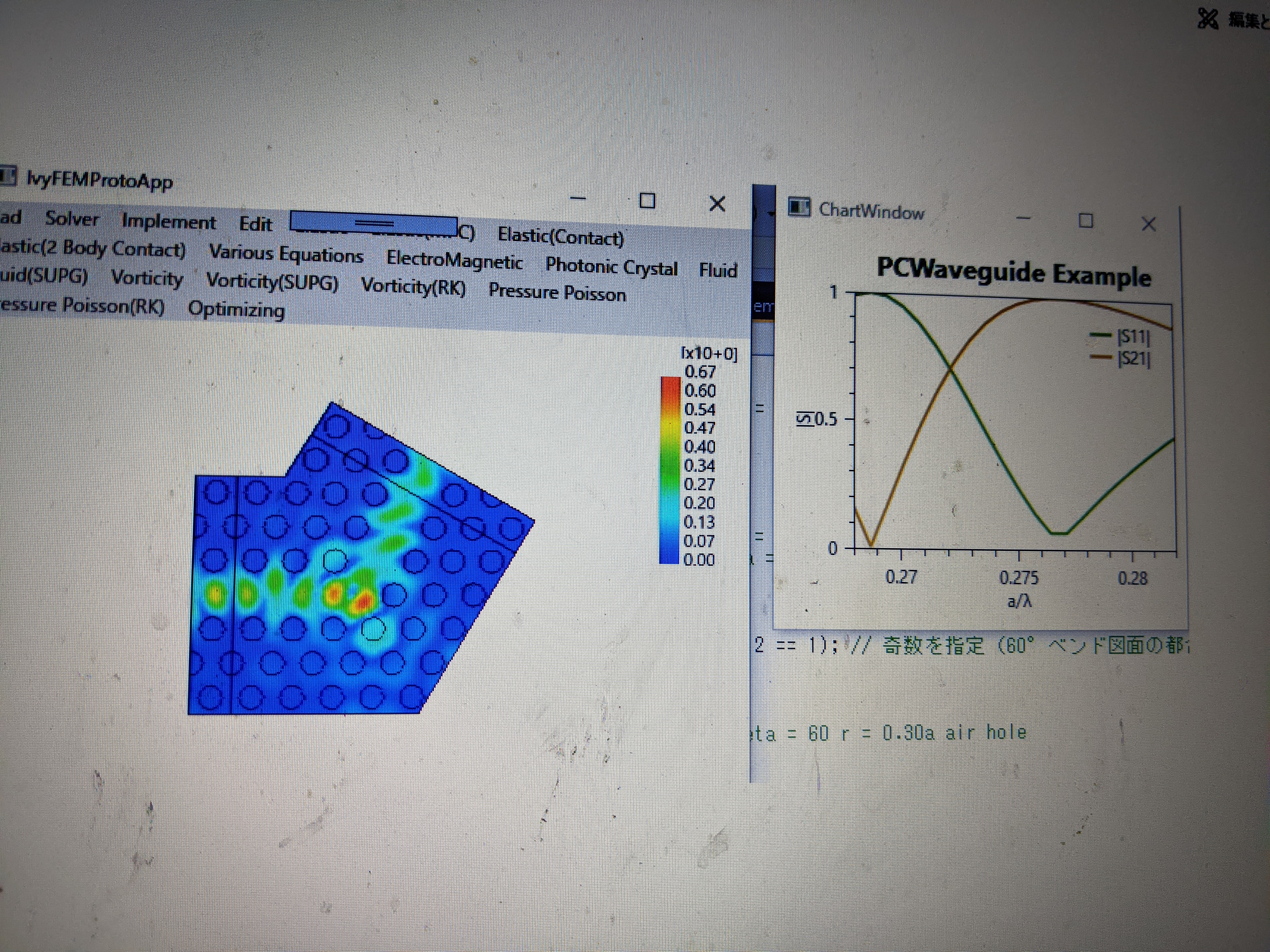
フォトニック結晶導波路60°ベンドの反射・透過周波数特性

## 時間領域の伝達問題
時間領域(time domain)の伝達問題では、時刻t=0にガウシャンパルスを入力し、徐々に時間を経過させて反射波、透過波の時間変化を求める。
なお、求めた時間変化応答にFFTをかけることで一度に周波数帯域の反射・透過特性を求めることができる。

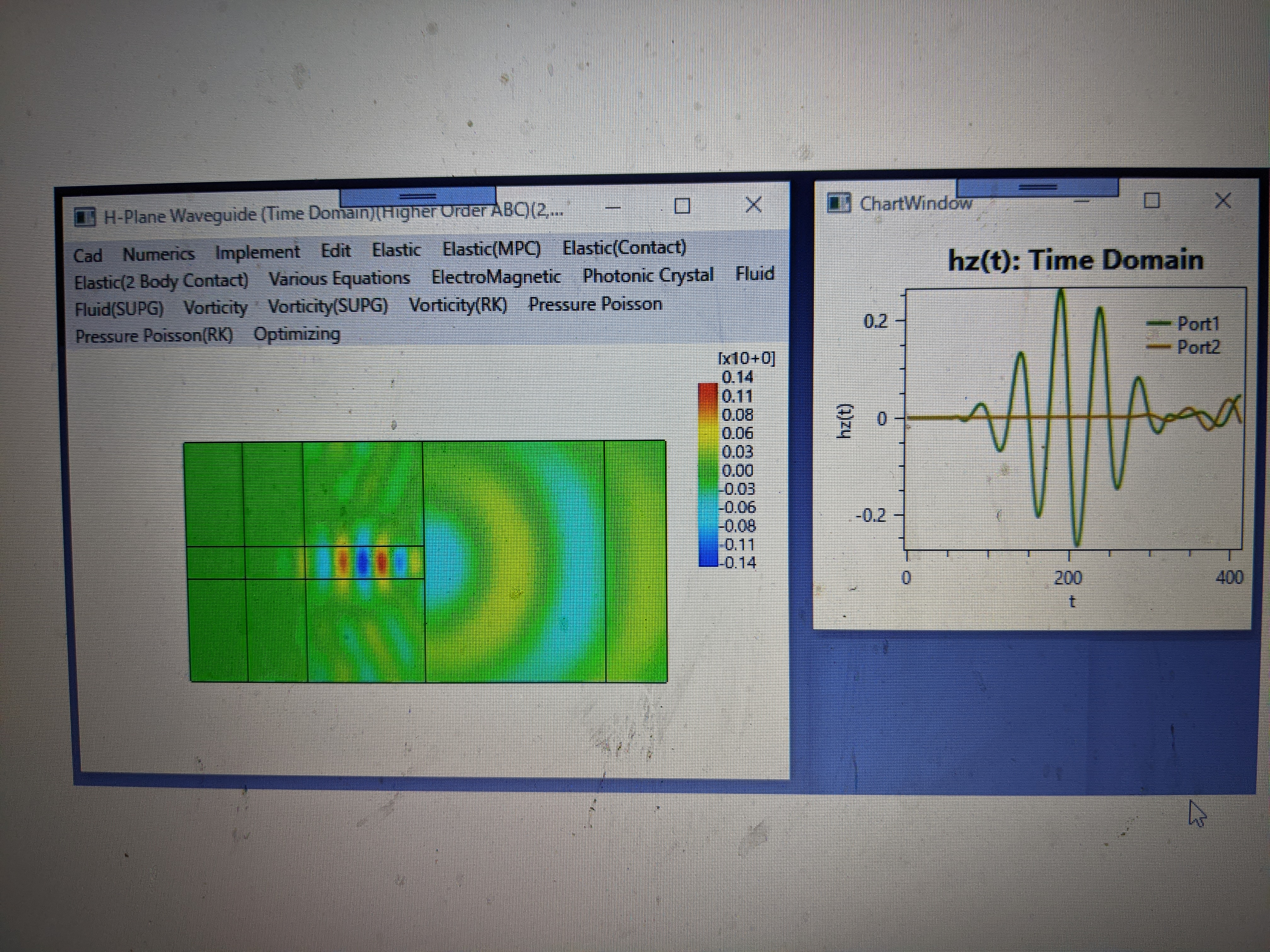
誘電体導波路終端からの反射波・放射波の時間変化

## 周波数領域の伝達問題の例（H面導波路の伝達問題）
2次元問題であるH面導波路の伝達問題を例にとって説明する。
領域内でMaxwellの方程式より、z成分電界{\displaystyle E_{z}}は、次の支配方程式が成立する。
{\displaystyle \mu _{t}^{-1}\left({\cfrac {\partial ^{2}E_{z}}{\partial x^{2}}}+{\cfrac {\partial ^{2}E_{z}}{\partial y^{2}}}\right)+k_{0}^{2}\epsilon _{r}E_{z}=0\ \ \ \ (1)}
{\displaystyle k_{0}=\omega {\sqrt {\mu _{0}\epsilon _{0}}}}は真空中波数、{\displaystyle \omega }は角周波数、{\displaystyle \mu _{0},\epsilon _{0},\mu _{r},\epsilon _{r}}はそれぞれ、真空中透磁率、真空中誘電率、媒質の比透磁率、媒質の比誘電率である。
入出力導波路との境界面において、電界と磁界は固有モード{\displaystyle f_{m}(y),g_{m}(y)}をつかって展開できる。
{\displaystyle E_{z}=\sum _{m}(a_{m}e^{-j\beta _{m}x}+b_{m}e^{j\beta _{m}x})f_{m}(y)\ \ \ \ (2)}
{\displaystyle H_{y}=\sum _{m}(a_{m}e^{-j\beta _{m}x}-b_{m}e^{j\beta _{m}x})g_{m}(y)\ \ \ \ (3)}
{\displaystyle a_{m},b_{m}}はそれぞれ入力波、反射波の振幅である。
式(2),式(3)に入射波振幅を与えた時、式(1)を満たす領域内電界分布を求める問題になる。
電界分布が求まると、それを使って反射波振幅を求めることができる。
ガラーキン法を使って弱形式を導く。
電界を補間関数{\displaystyle N_{j}}を使って表現し、重みも同じ補間関数{\displaystyle N_{i}}を使うと、
{\displaystyle \sum _{j}\int _{\Omega }\mu _{r}^{-1}{\cfrac {\partial N_{i}}{\partial y}}{\cfrac {\partial N_{j}}{\partial y}}+\mu _{r}^{-1}{\cfrac {\partial N_{i}}{\partial x}}{\cfrac {\partial N_{j}}{\partial x}}-k_{0}^{2}\epsilon _{r}N_{i}N_{j}d\Omega E_{z}=\int _{\Gamma }\mu _{r}^{-1}N_{i}{\cfrac {\partial E_{z}}{\partial n}}d\Gamma \ \ \ \ (4)}
{\displaystyle n}は境界の法線方向ベクトルである。
(4)式の右辺は境界上の磁界を使って表すことができ、{\displaystyle n=-x}として
{\displaystyle -\int _{\Gamma }\mu _{r}^{-1}N_{i}{\cfrac {\partial E_{z}}{\partial x}}d\Gamma =-j\omega \mu _{0}\int _{\Gamma }N_{i}H_{y}d\Gamma }
{\displaystyle \ \ \ \ \ \ \ \ \ =-j\omega \mu _{0}\int _{\Gamma }N_{i}\sum _{m}(a_{m}-b_{m})g_{m}d\Gamma \ \ \ \ (5)}
また、固有モードの規格化条件
{\displaystyle \int _{\Gamma }f_{m}(y)g_{m}^{*}(y)d\Gamma =-{\cfrac {\beta _{m}^{*}}{|\beta _{m}|}}\ \ \ \ (6)}
より、
{\displaystyle \int _{\Gamma }E_{z}g_{m'}d\Gamma =-{\cfrac {\beta _{m'}}{|\beta _{m'}|}}(a_{m}e^{-j\beta x}+b_{m}e^{j\beta x})\ \ \ \ (7)}
式(7)から{\displaystyle b_{m}}を求めると、
{\displaystyle b_{m'}=-a_{m'}e^{-2j\beta x}-{\cfrac {|\beta _{m'}|}{\beta _{m'}^{*}}}e^{-j\beta _{m'}x}\int _{\Gamma }E_{z}g_{m'}d\Gamma \ \ \ \ (8)}
これを式(5)に代入すると未知数が{\displaystyle E_{z}}のみになる。これを解く。
{\displaystyle \sum _{j}{\Big (}\int _{\Omega }\mu _{r}^{-1}{\cfrac {\partial N_{i}}{\partial y}}{\cfrac {\partial N_{j}}{\partial y}}+\mu _{r}^{-1}{\cfrac {\partial N_{i}}{\partial x}}{\cfrac {\partial N_{j}}{\partial x}}-k_{0}^{2}\epsilon _{r}N_{i}N_{j}d\Omega }
{\displaystyle +{\cfrac {j}{\omega \mu _{0}}}\sum _{m}\beta _{m}|\beta _{m}|\int _{\Gamma }N_{i}\mu _{r}^{-1}f_{m}d\Gamma \sum _{j}\int _{\Gamma }\mu _{r}^{-1}f_{m}^{*}d\Gamma {\Big )}E_{zj}=j2a_{0}\int _{\Gamma }N_{i}\mu _{r}^{-1}f_{0}d\Gamma \ \ \ \ (9)}または、
{\displaystyle [A]\{E_{z}\}+[B]\{E_{z}\}|_{\Gamma }=\{f\}|_{\Gamma }\ \ \ \ (10)}
式(9)または式(10)を解いて{\displaystyle E_{z}}の分布が求まれば、入出力導波路境界上の反射、透過係数は式(8)より求まる。